# Rossen Jeliazkov
Rossen Jeliazkov (bulgare : Росен Желязков), né le 5 avril 1968, est un homme politique bulgare membre des Citoyens pour le développement européen de la Bulgarie (GERB). Il est Premier ministre depuis le 16 janvier 2025, après avoir été président de l’Assemblée nationale de Bulgarie du 19 avril 2023 au 25 avril 2024,.

## Biographie

### Président de l'Assemblée nationale
Après les élections législatives bulgares de 2023, Rossen Jeliazkov est élu président de l'Assemblée nationale à la suite d'un accord entre le GERB–SDS et le PP-DB. Celui-ci prévoit que le contrôle de la présidence alterne entre les deux blocs tous les trois mois.

### Premier ministre
Les élections législatives bulgares d'octobre 2024 donnent un Parlement sans majorité. Ainsi, le GERB négocie avec Nous continuons le changement - Bulgarie démocratique, BSP et ITN. Les négociations échouent avec Bulgarie démocratique. Le président Roumen Radev préfère cependant temporiser avant de donner le premier mandat de formation du gouvernement.
Le 15 janvier, un accord tripartite est obtenu entre le GERB, BSP et ITN. Ceux-ci obtiennent également le soutien sans participation de l'Alliance pour les droits et libertés. La composition du gouvernement est dévoilée peu après. Il obtient la confiance de l'Assemblée le 16 janvier par 125 voix pour et 114 voix contre.